# Dicranum rufescens
Dicranum rufescens là một loài rêu trong họ Dicranaceae. Loài này được With. Turner mô tả khoa học đầu tiên năm 1804.